# International Journal of Mathematics
International Journal of Mathematics ist eine in englischer Sprache erscheinende mathematische Fachzeitschrift, die von World Scientific herausgegeben wird.
Sie wurde 1990 von Shiing-Shen Chern gegründet und veröffentlicht Originalarbeiten in reiner Mathematik, insbesondere aus algebraischer Geometrie, Zahlentheorie, komplexer Geometrie, Differentialgeometrie, symplektischer Geometrie, Topologie, Darstellungstheorie, komplexer Analysis, Operatoralgebren und Wahrscheinlichkeitstheorie.